# Ordre du Mérite de Sarre
L'Ordre du mérite de la Sarre est la plus haute distinction de la Sarre.

## Récompense
La base juridique est le décret du gouvernement de l'État de la Sarre par le biais de la Fondation de l'Ordre du Mérite de la Sarre de 1974 ; les dispositions d'application de la Croix fédérale du mérite  s'appliquent de manière analogue.
Le ministre-président décerne l'ordre comme un « signe de reconnaissance pour les services spéciaux à la Sarre ». Le processus de commande est effectué à la Chancellerie d'État par le Bureau du protocole et des affaires étrangères. Le président du parlement de l'État et les ministres d'État ont le droit de faire des propositions ; n'importe qui peut soumettre des suggestions d'ordres.
L'Ordre du Mérite de la Sarre est décerné dans une classe (classe internationale : officier). Les prix sont publiés au Journal officiel de la Sarre. En règle générale, un ministre d'État présente l'insigne et le certificat d'attribution. Le bénéficiaire reçoit une lettre de félicitations du ministre-président.
La sentence peut être révoquée par le ministre-président si le récipiendaire se révèle ultérieurement indigne de l'ordre en raison de son comportement. Il en va de même si ce comportement antérieur n'est connu qu'après l'attribution. Dans ce cas, l'insigne et le certificat doivent être retournés.

## Insigne
Selon l'article 2 du décret de fondation, la médaille est « une croix émaillée bleue à huit pointes avec quatre bras de longueur égale et avec un bord en argent biseauté. La longueur des bras croisés opposés deux à deux est de 55 mm. À l'intersection des poutres, un bouclier rond en argent (19 mm de diamètre) avec les armoiries de la Sarre est placé sur une couronne de feuilles de chêne argenté. »
La médaille se porte en croix sur la poitrine. Vous pouvez également porter une édition réduite de 10 mm de large, dans laquelle un lion couronné est représenté à la place des armoiries de la Sarre, analogue au petit sceau d'État.
La médaille devient la propriété du récipiendaire et n'a pas à être restituée par ses héritiers après son décès.